# Aspermühle
Die Aspermühle war eine an der Niers gelegene Wassermühle in der Stadt Goch mit unterschlächtigem Wasserrad.

## Geographie
Die Aspermühle hatte ihren Standort auf der rechten Seite der Niers, Triftstraße 264, im Ortsteil Asperden, in der Stadt Goch, Kreis Kleve, in Nordrhein-Westfalen. Oberhalb hatte die Bimmener Mühle, unterhalb die Viller Mühle ihren Standort.
Sie ist somit Teil einer Gruppe historischer Gebäude, die sich in unmittelbarer Nähe der Niers, südlich des Reichswaldes an den Niederrheinischen Höhenzug angliedern. Nennenswert sind hier vor allem der Burgus bei Asperden, das Kastell zu Goch, Haus Driesberg und die Burg Rott, aus der später das Kloster Graefenthal hervorging, welches historisch eng mit der Aspermühle verknüpft und etwa 15 Minuten flussabwärts gelegen ist.
Die Niers hat hier eine Höhe von ca. 15 m über NN. Die Pflege und Unterhaltung des Gewässers obliegt dem Niersverband, der in Viersen seinen Sitz hat.

## Geschichte
In einer Urkunde vom 18. Mai 1301 schenkt der Graf Rainald I. (Geldern) dem Zisterzienserinnen vom Kloster Graefenthal die Wassermühle am Niersfluss in Asper. In Gegenleistung wurde dem Grafenhaus täglich eine Heilige Messe gelesen.
Obwohl dies die erste schriftliche Erwähnung der Aspermühle war, kann man davon ausgehen, dass die Aspermühle bereits deutlich früher betrieben wurde, da diese schon vor der Gründung des Klosters Graefenthals als Pachtobjekt genutzt wurde.
Graefenthal wurde 1248 vom Vater Rainalds I., Otto II. von Geldern, gestiftet.
Das Kloster Graefenthal und die Aspermühle sind somit anfänglich über die Grafen von Geldern miteinander verknüpft und gehen dann vollständig in den Besitz des Zisterzienserordens über. Über die Jahrhunderte entwickelte sich vor allem eine enge ökonomische Beziehung. So vergab die Abtissin Graefenthals die Mühle in Zeitpacht an die Familie von Wachtendonk, die sie ihrerseits durch einen Obermüller (molenmeester) bewirtschaften ließ.
Da die Mühle Bestandteil des Klosters war, unterlag sie nicht dem Mühlenzwang, wie andere in der Umgebung gelegene Mühlen, sondern mahlte ausschließlich im Auftrag der Zisterzienserinnen. Dies war aus wirtschaftlichen Gesichtspunkten aber unzureichend, weshalb auf Anordnung der Äbtissin Herzogin Isabella von Geldern mit dem Walkbetrieb ein zweiter Arbeitsbereich erschlossen wurde.
Gerade mit der direkten Nachbarstadt zur damaligen Weberstadt Goch, dürfte der Walkbetrieb deutlich lukrativer als der reine Mahlbetrieb gewesen sein. Vor allem, da die Walkmühle der Stadt Goch fast ausschließlich den Stadtbewohnern zur Verfügung stand. Es gab die Regel, dass erst dann fremde Tuche gewalkt werden durften, wenn keine Tuche von Bewohnern mehr auf Lager waren. Somit ist davon auszugehen, dass alle Tuche aus dem Umland in der Aspermühle gewalkt wurden.
Ein weiterer Wirtschaftszweig wurde im 16. Jahrhundert mit der Errichtung einer Lohmühle, zur Gewinnung von Gerbstoffen, geschaffen.
Als die Mühle 1595, durch die Unbilden des 80-jährigen Krieges (Spanisch-Niederländischer-Krieg), abbrannte, wurde sie an den finanzkräftigen Erbauer Hendrick van den Loe, dem Schwiegersohn des Obermüllers in Erbpacht vergeben und durch diesen wieder aufgebaut. Die Linie Hendricks geht zurück auf Bruen van den Loe, Richter zu Weeze, der wiederum ein illegitimer Sohn von Ritter Johan van den Loe, Hofmeister beim Herzog von Kleve und Eigentümer von Schloß Wissen, war. Die Nachkommen Hendricks nannten sich ebenfalls van den Loe und ab etwa 1800 van de Loo, welches heute noch der Familiennamen ist. In der Säkularisation wurde Engelbert van de Loo 1805 Eigentümer der Mühle.
1820 wurde der Walkbetrieb in der Aspermühle eingestellt. Mit dem Niedergang der Wollindustrie, zugunsten der Baumwollindustrie und der zunehmenden Industrialisierung sowie der damit verbundenen Verlagerung der Textilproduktion in Großstädte und Metropolen war dieser Arbeitszweig im strukturschwachen ländlichen Raum nicht mehr wirtschaftlich.
Ab 1833 wird die Mühle von Wilhelm van de Loo (1805–1883), Bürgermeister von Asperden und Kessel, übernommen und weitergeführt. Da die van de Loo‘s durchaus geschäftstüchtig waren, erweiterten sie den Mühlenbetrieb 1864 um ein weiteres Mühlrad, wodurch eine Ölpresse und eine Gattersäge angetrieben wurden.
Mit der Flussbegradigung und der Beseitigung der Stauanlagen im Jahre 1932 wurde die Mühle auf Dampf- und Elektroantrieb umgestellt. Ein Brand im Jahre 1959 beendete das Mühlenhandwerk an der Aspermühle. Allerdings wurde die Aspermühle wiederaufgebaut, ging aber aufgrund des Mühlengesetzes von 1957 nie wieder in den Mühlenbetrieb über, sondern beschränkte sich vorerst auf den Getreidehandel und die Tierfutterproduktion.
In den darauf folgenden Jahren ließen sich diverse Unternehmen in der Asperdener Mühle nieder, unter anderem ein Kakaohändler und ein Verlag. Danach stand das Gebäude für einige Jahre leer.
Seit Ende 2009 herrscht im ehemaligen Mühlengebäude in Asperden wieder geschäftiges Treiben, denn die naturwaren-niederrhein GmbH hat sich hier niedergelassen und handelt mit Imkerei- und Naturprodukten.

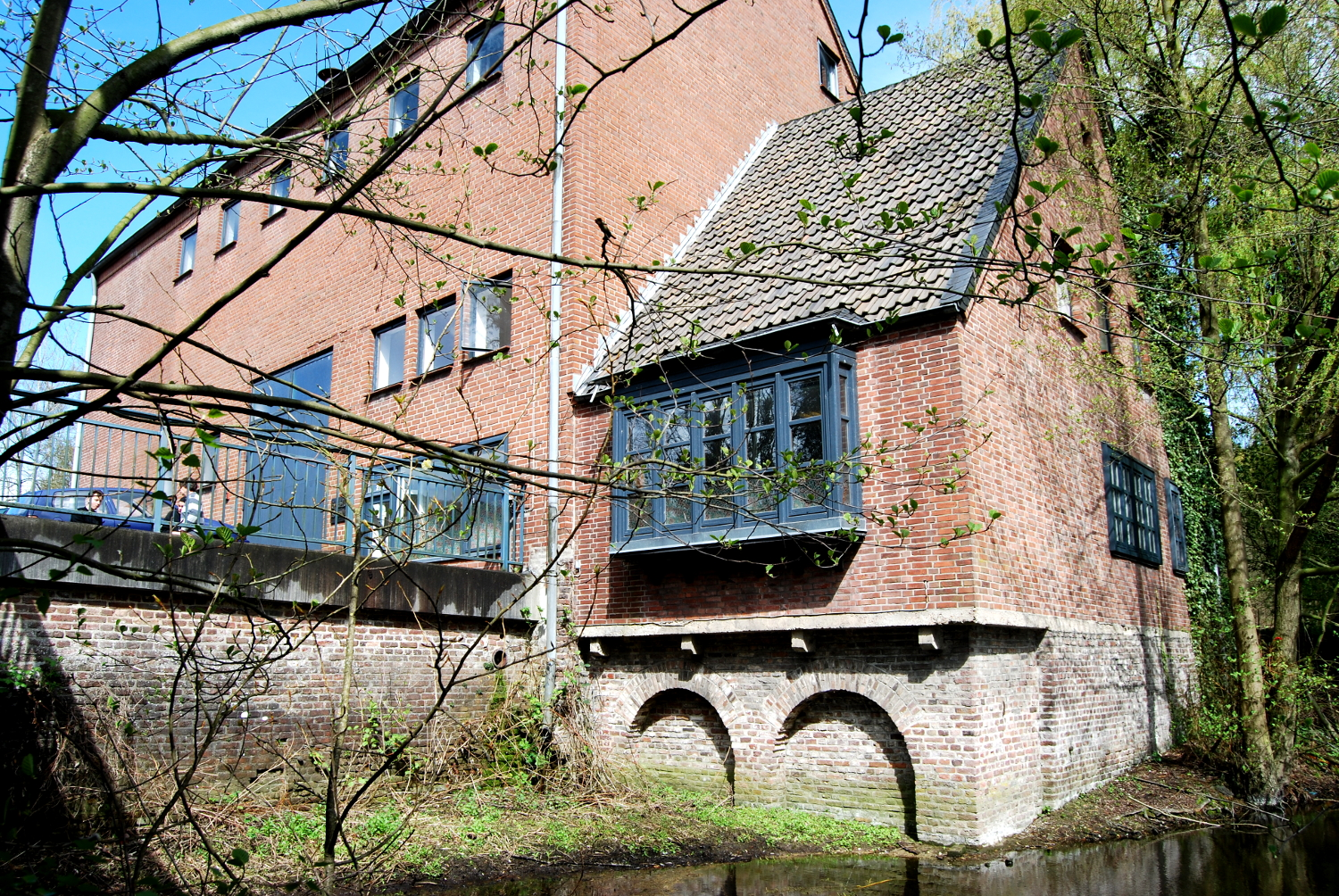
Frontansicht der ehemaligen Mühle in Asperden mit Radhaus und Halle

Seitdem wurden umfangreiche Restaurierungsarbeiten vorgenommen, u. a. wurde der Dachstuhl und die Dachdeckung erneuert und das alte Radhaus und die Lagerhalle erstrahlen wieder im alten Glanz.

## Galerie

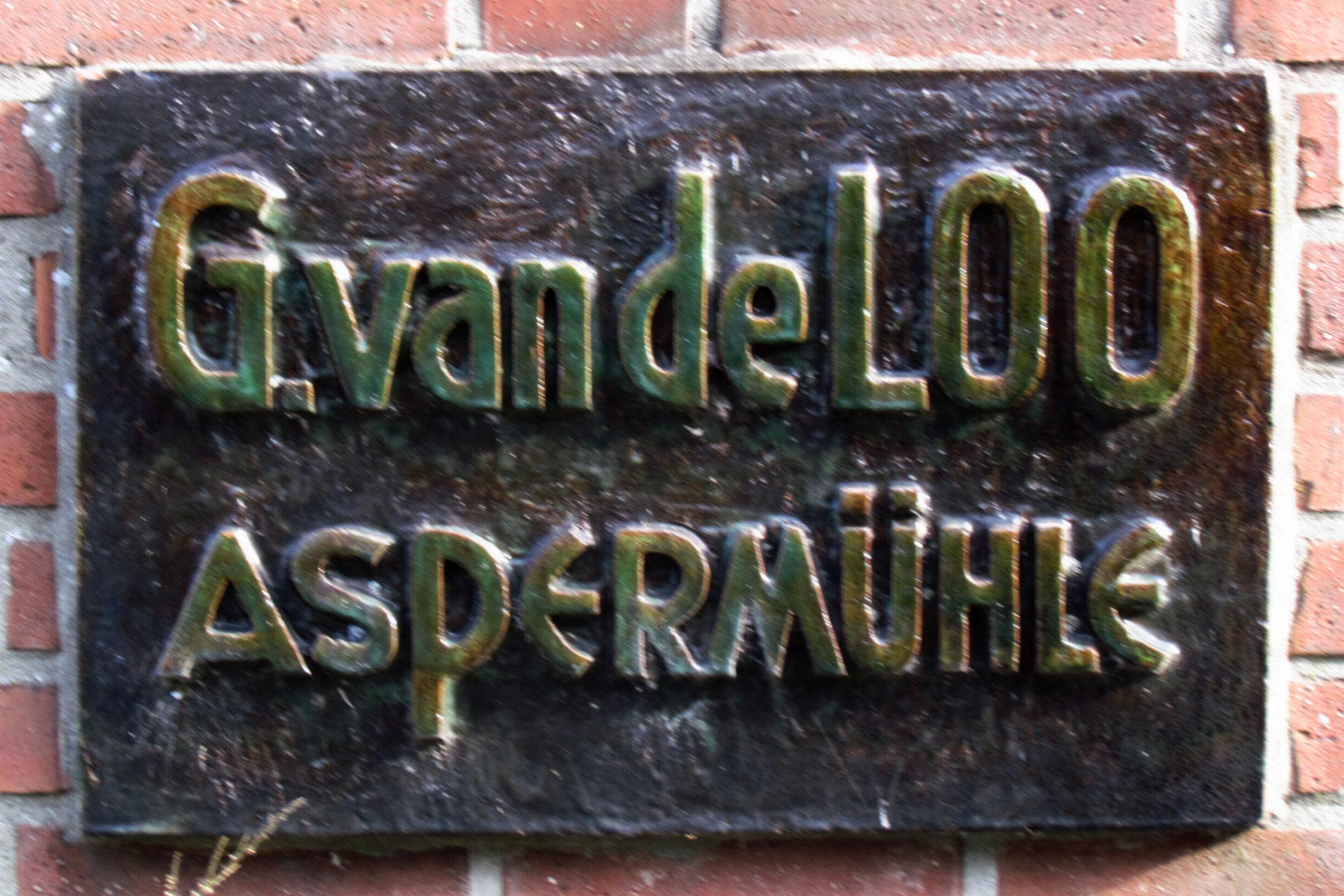
Namensschild van de Loo, Aspermühle
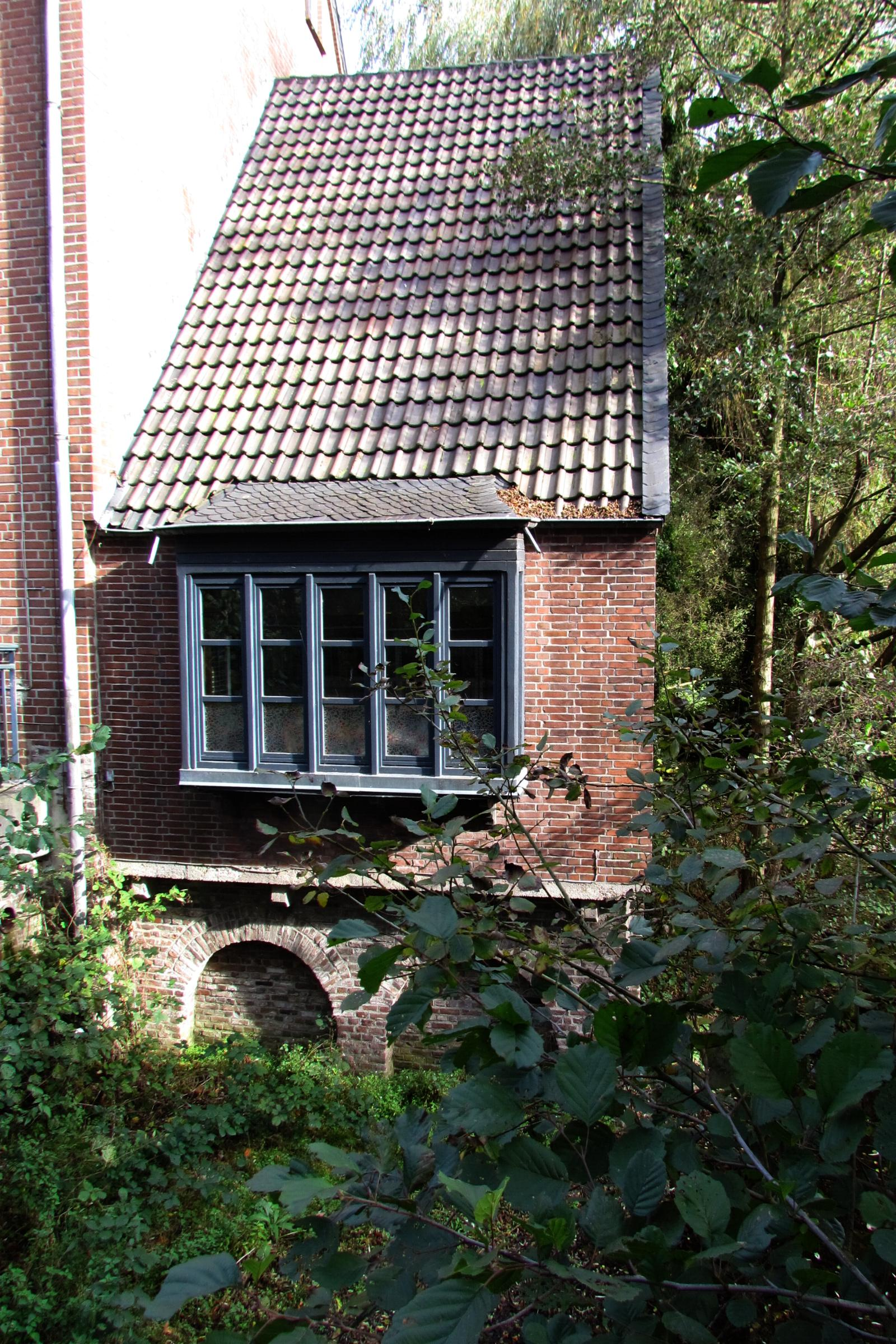
Ehemaliges Radhaus
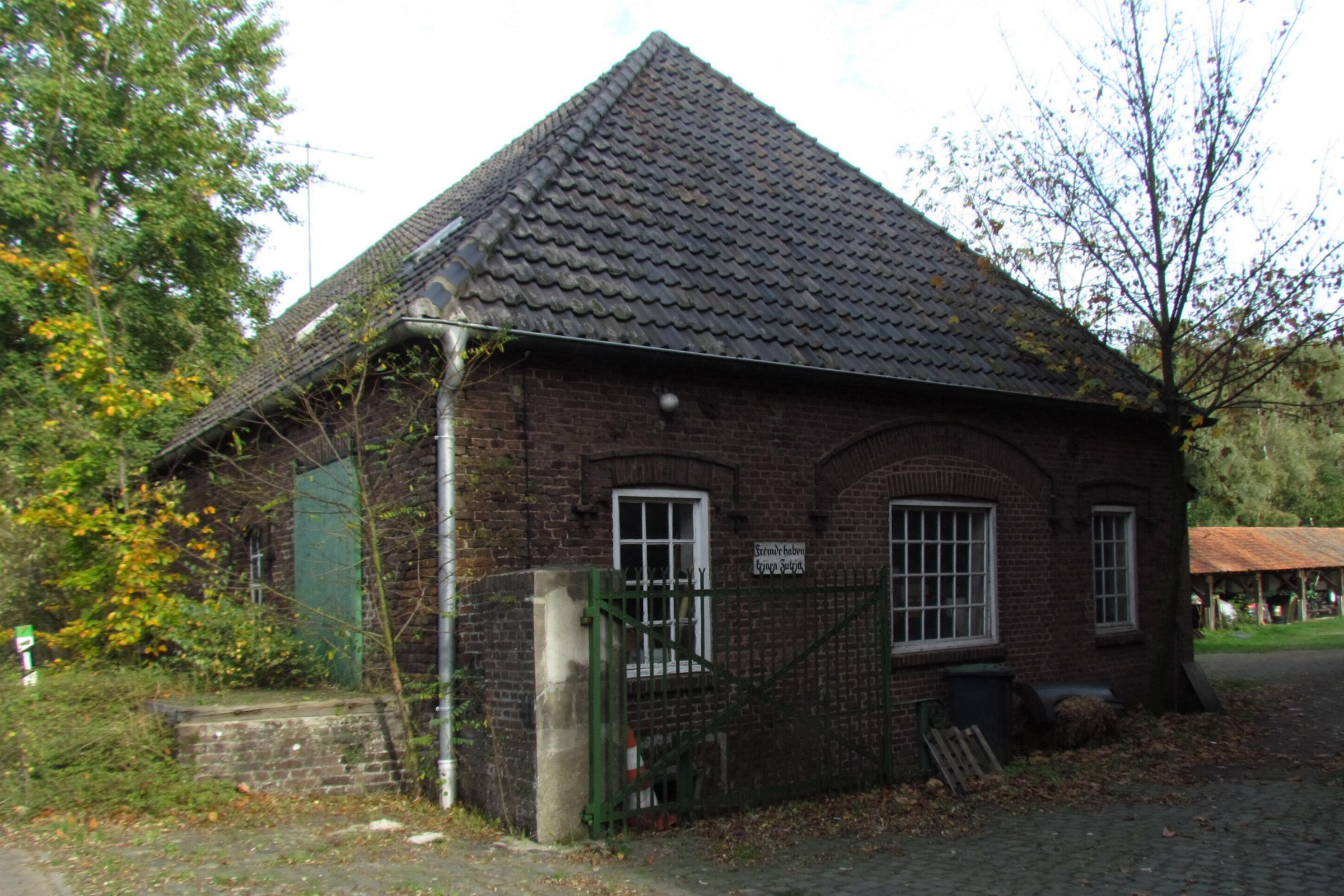
Nebengebäude der Aspermühle
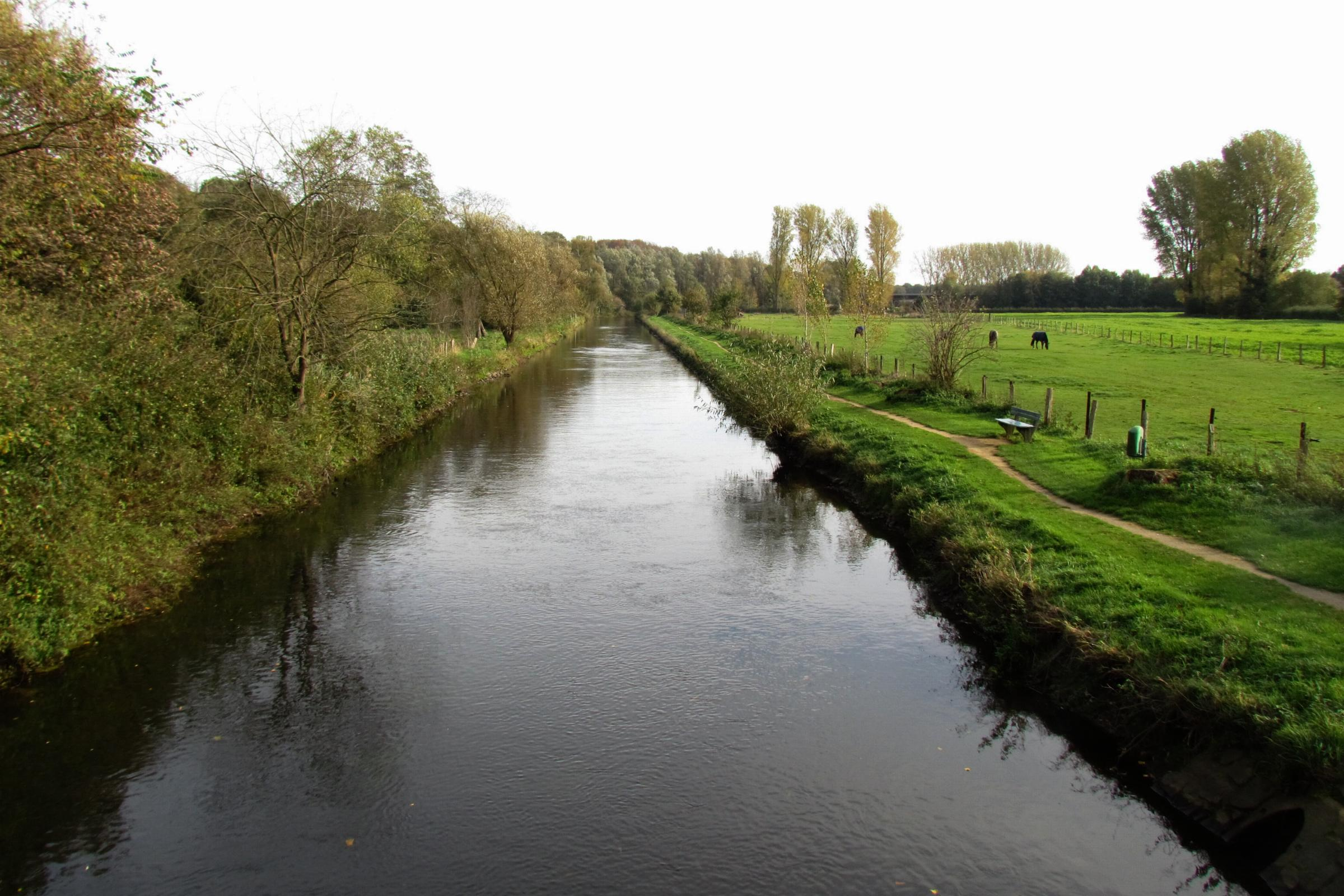
Niersverlauf
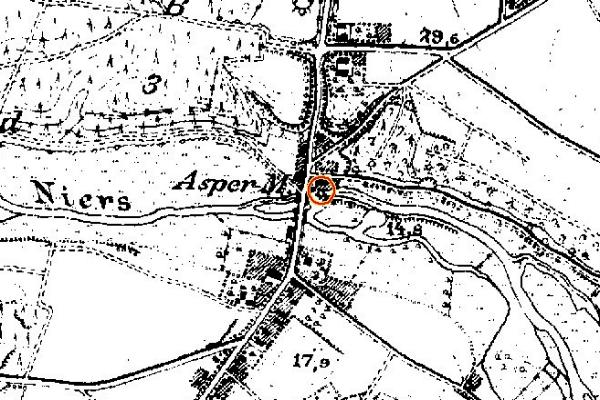
Aspermühle auf der Neuaufnahme 1892
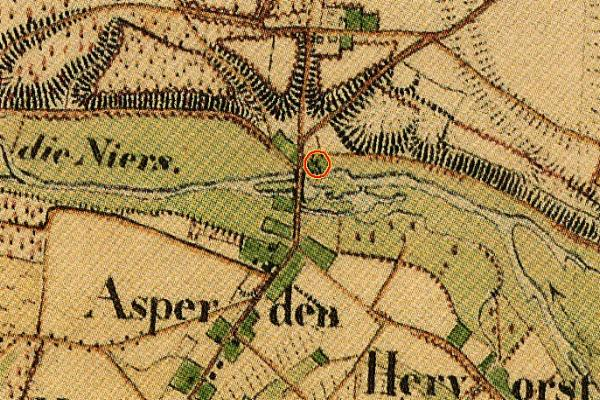
Aspermühle auf der Urkatasterkarte 1843
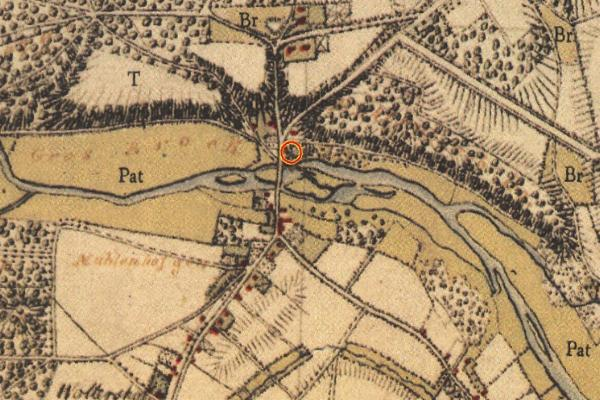
Aspermühle auf der Tranchotkarte 1802
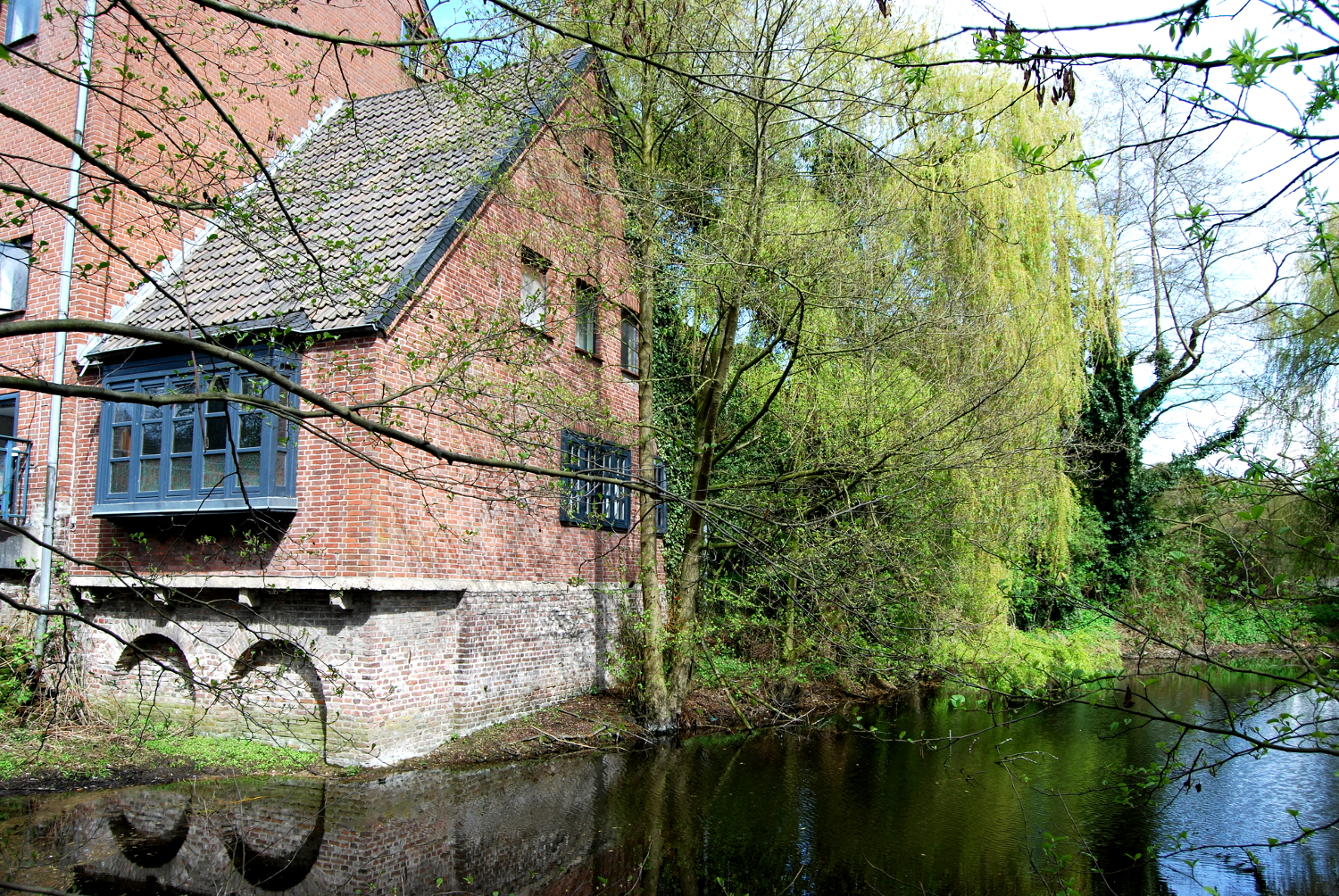
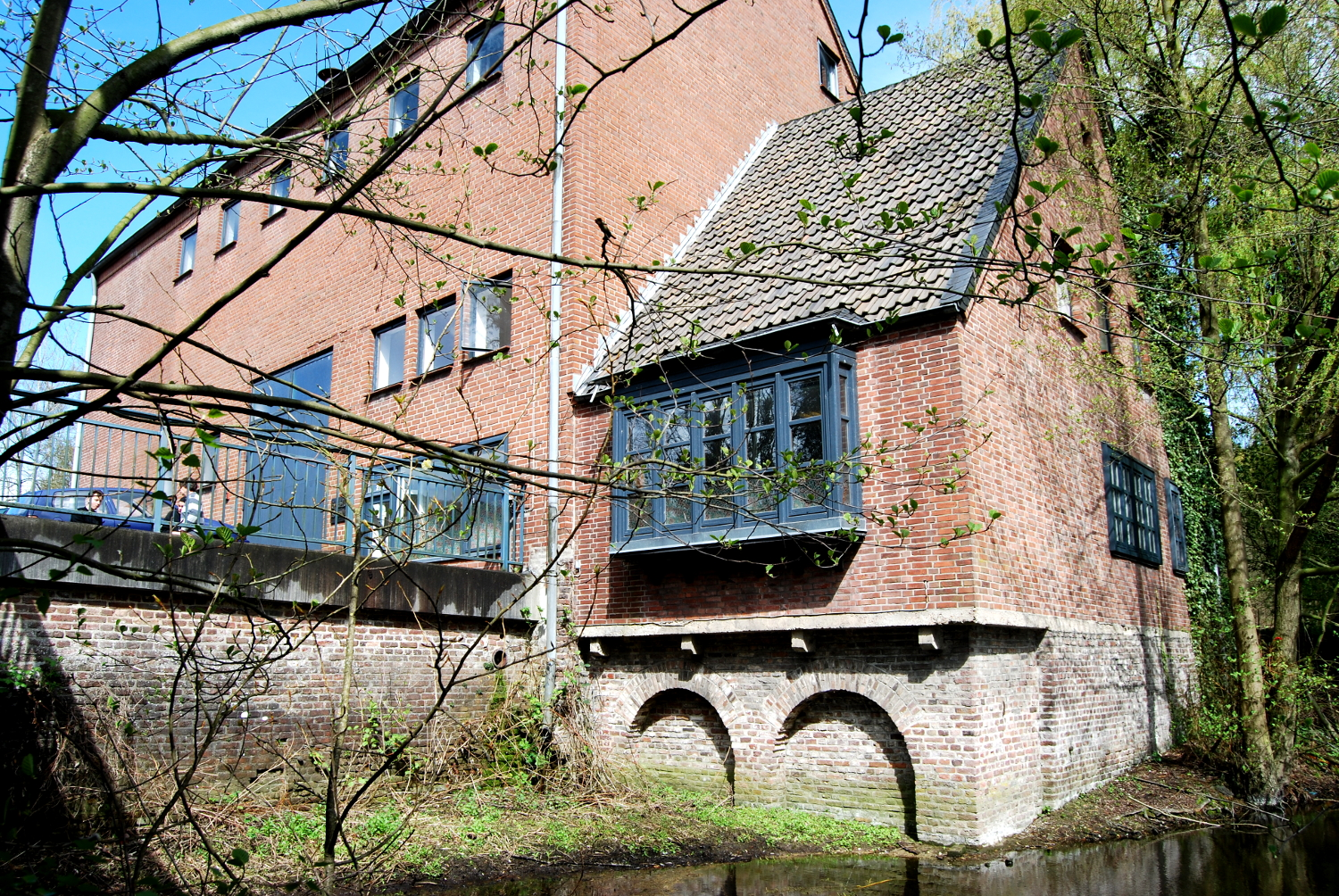
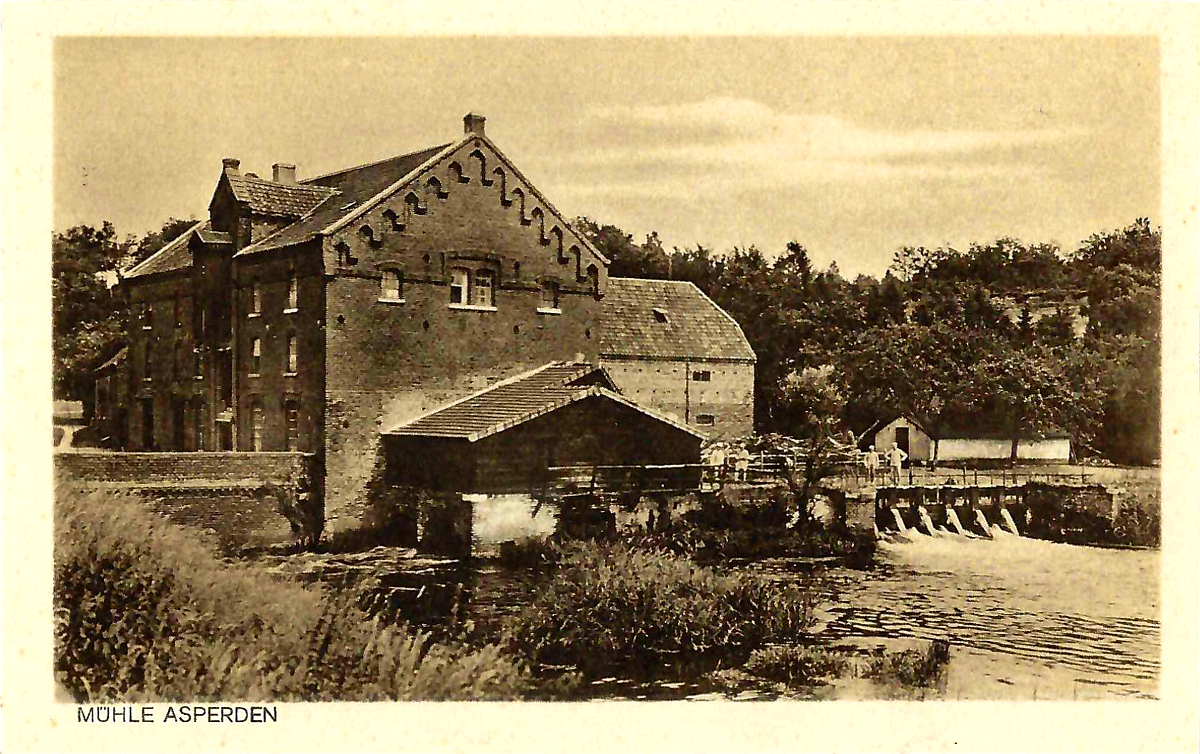
Aspermühle 1920er Jahre
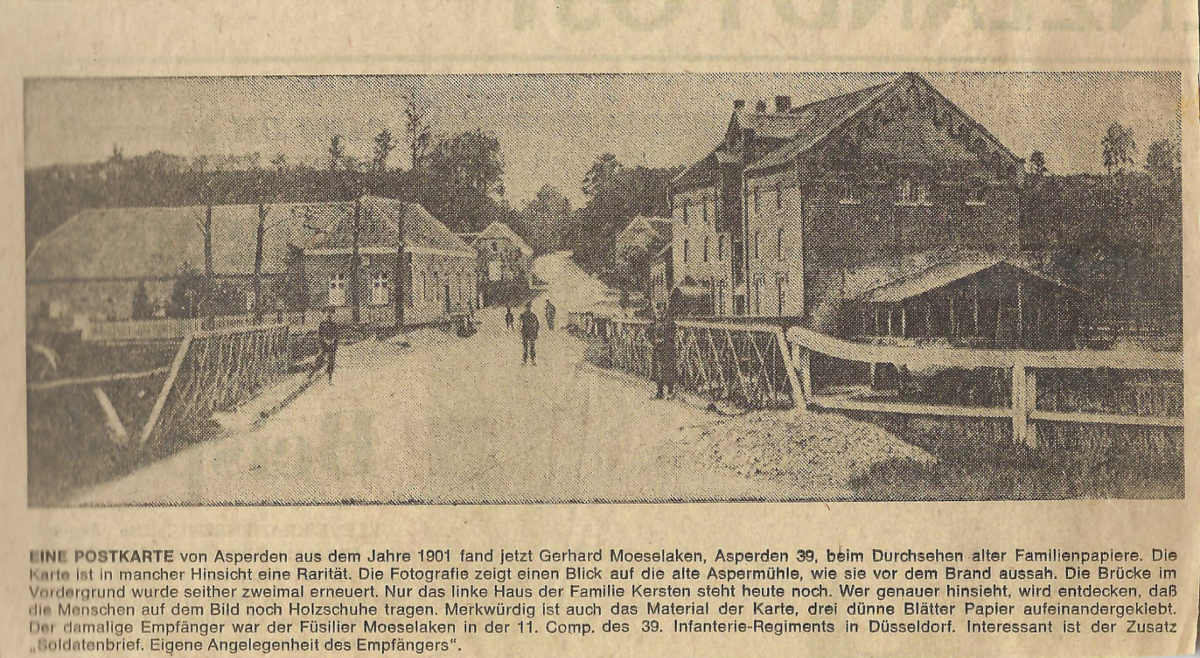
Aspermühle 1901
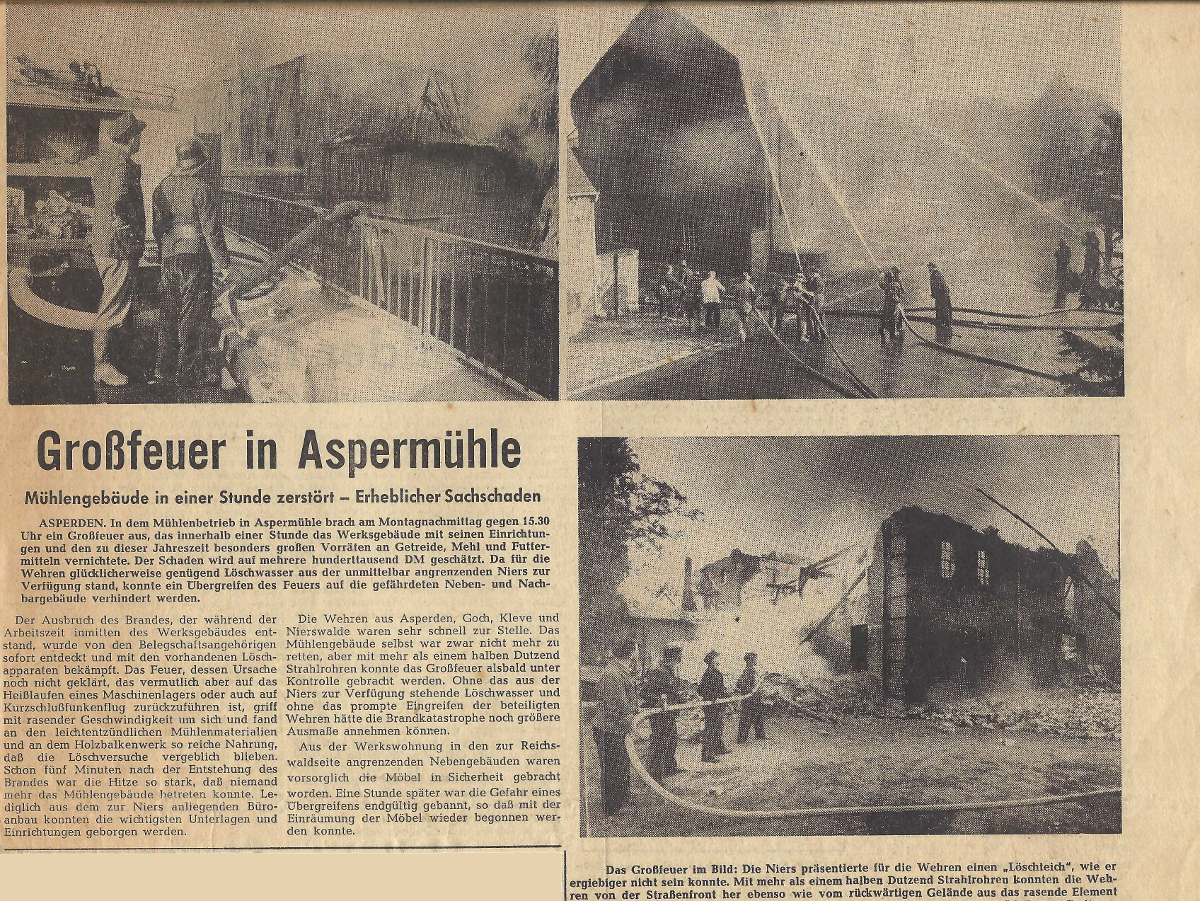
Großbrand Aspermühle